# Haplocosmia himalayana
Haplocosmia himalayana là một loài nhện trong họ Theraphosidae.
Loài này thuộc chi Haplocosmia. Haplocosmia himalayana được Mary Agard Pocock miêu tả năm 1899.